# وادي الشاهل (الشاهل)

تعديل مصدري - تعديل

وادي الشاهل هي إحدى قرى عزلة جانب الشام بمديرية الشاهل التابعة لمحافظة حجة، بلغ تعداد سكانها 145 نسمة حسب تعداد اليمن لعام 2004.